# Ондаррибія

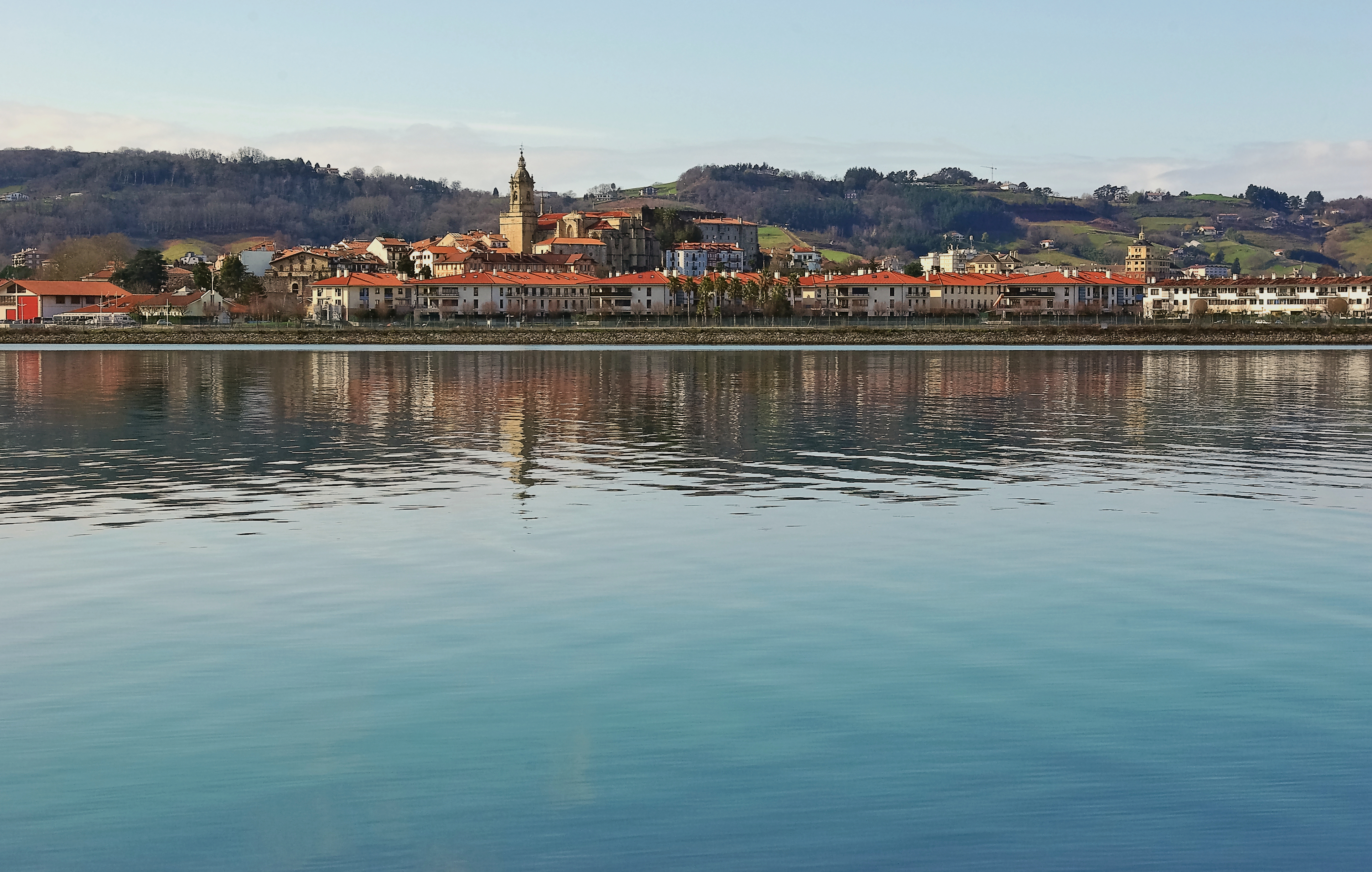

Ондаррибія (баск. Hondarribia) або Фуентеррабія (ісп. Fuenterrabía) — муніципалітет в Іспанії, у складі автономної спільноти Країна Басків, у провінції Гіпускоа. Населення — 16 458 осіб (2009).

## Географія
Муніципалітет розташований на відстані близько 360 км на північний схід від Мадрида, 15 км на схід від Сан-Себастьяна.
На території муніципалітету розташовані такі населені пункти: (дані про населення за 2009 рік)
- Акартегі: 5451 особа
- Арколья: 248 осіб
- Амуте-Коста: 1692 особи
- Ондаррибія: 1297 осіб
- Хайцубія: 1676 осіб
- Портуа: 2515 осіб
- Горнуц (Монтанья): 88 осіб
- Мугондо: 757 осіб
- Сімісарга: 1097 осіб
- Альде-Саарра: 1637 осіб

### Клімат
Місто знаходиться у зоні, котра характеризується морським кліматом. Найтепліший місяць — серпень із середньою температурою 21 °C (69.8 °F). Найхолодніший місяць — січень, із середньою температурою 8.6 °С (47.5 °F).
| Клімат Ондаррибії       | Клімат Ондаррибії | Клімат Ондаррибії | Клімат Ондаррибії | Клімат Ондаррибії | Клімат Ондаррибії | Клімат Ондаррибії | Клімат Ондаррибії | Клімат Ондаррибії | Клімат Ондаррибії | Клімат Ондаррибії | Клімат Ондаррибії | Клімат Ондаррибії | Клімат Ондаррибії |
| Показник                | Січ.              | Лют.              | Бер.              | Квіт.             | Трав.             | Черв.             | Лип.              | Серп.             | Вер.              | Жовт.             | Лист.             | Груд.             | Рік               |
| Середній максимум, °C   | 12,8              | 13,9              | 15,4              | 16,8              | 20                | 22,3              | 24,7              | 25,2              | 23,7              | 20,4              | 15,8              | 13,7              | 18,7              |
| Середня температура, °C | 8,6               | 9,5               | 10,9              | 12,4              | 15,7              | 18,2              | 20,6              | 21                | 19                | 15,8              | 11,5              | 9,6               | 14,4              |
| Середній мінімум, °C    | 4,4               | 5,1               | 6,4               | 8                 | 11,3              | 14                | 16,4              | 16,7              | 14,3              | 11,2              | 7,2               | 5,5               | 10                |
| Норма опадів, мм        | 168               | 150               | 144               | 168               | 138               | 96                | 98                | 112               | 138               | 174               | 186               | 167               | 1738              |
| Днів з опадами          | 13                | 12                | 12                | 14                | 12                | 10                | 9                 | 10                | 10                | 12                | 13                | 12                | 140               |
| Днів зі снігом          | 0                 | 1                 | 0                 | 0                 | 0                 | 0                 | 0                 | 0                 | 0                 | 0                 | 0                 | 0                 | 1                 |
| Вологість повітря, %    | 75                | 73                | 72                | 72                | 73                | 74                | 75                | 77                | 76                | 76                | 77                | 76                | 75                |
| ----------------------- | ----------------- | ----------------- | ----------------- | ----------------- | ----------------- | ----------------- | ----------------- | ----------------- | ----------------- | ----------------- | ----------------- | ----------------- | ----------------- |
| Джерело: Weatherbase    |                   |                   |                   |                   |                   |                   |                   |                   |                   |                   |                   |                   |                   |

## Демографія
Динаміка населення (INE ):

## Персоналії
- Альбісу Енріке — іспанський художник-портретист, член так званого «третього покоління Школи Бідасоа». Помер в Ондаррибії.

## Галерея зображень

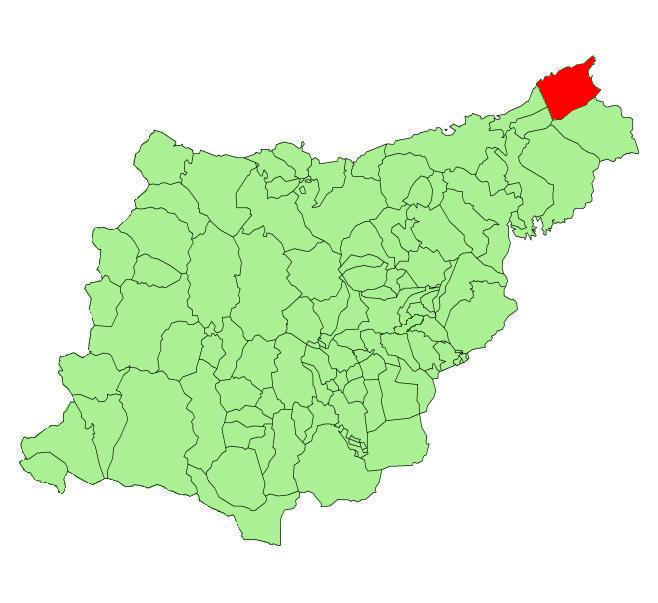
Розташування муніципалітету
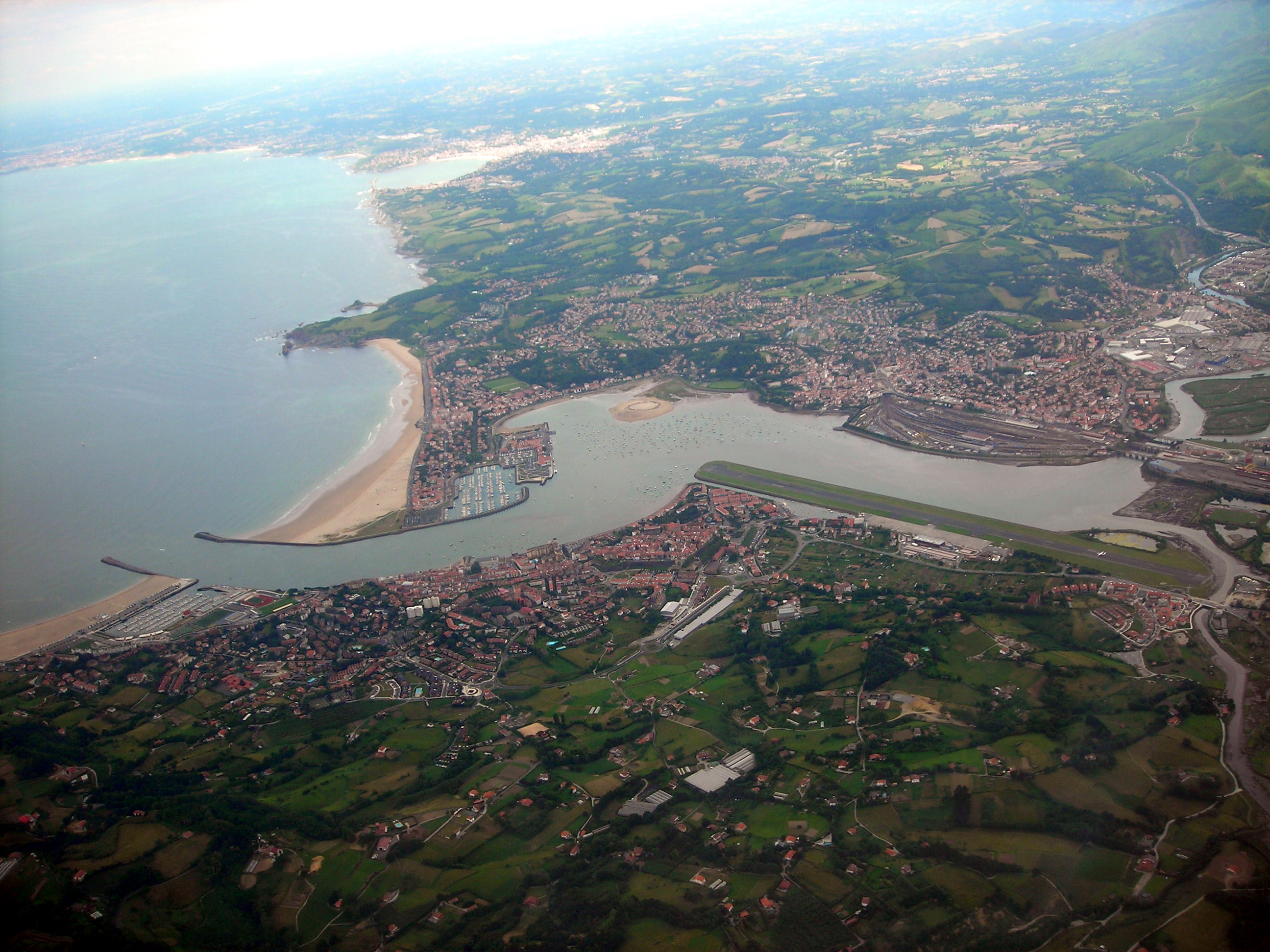
Ондаррибія і Ендая з висоти пташиного польоту